# Батіаль

Зони океанічного дна та відкритих вод

Батіа́ль, батіа́льна зо́на (грец. βαθυς — глибокий) — глибинна зона Світового океану (від 200 до 2000—2500 м глибини).

## Загальний опис
Займає проміжне положення між неритовою (мілководною) і абісальною (глибоководною) зонами. Геоморфологічно батіаль приблизно відповідає материковому схилу. Термін на початку ХХІ ст. зустрічається найчастіше у гідробіології як найменування зони існування організмів, що надають перевагу глибинам океану в межах 200—2500 м.
Характеризується такими екологічними умовами:
- значний тиск (до 25 МН/м², тобто до 250 атмосфер);
- майже повна відсутність світла;
- незначні сезонні коливання температури і густини води;
- морські течії охоплюють всю товщу води, хвилювання відчувається тільки під час сильних бур. Рухливість води відносно слабка, але значно більша, ніж в абіссалі;
- несуцільний покрив осадів (численні виходи корінних порід);
- стала солоність вод.

Кут похилу дна 4—12° (рідко 30—40°). Дно часто прорізують глибокі долини (підводні каньйони). Батіальні відклади складаються з мулу, рідше піску.

## Батіальна фауна
Батіальна фауна — фауна, що існує на дні або у водній товщі морів і океанів на глибинах від 500 до 3000 м. Біомаса та видове різноманіття батіальної фауни в середньому менше, ніж фауни шельфу (субліторальної) і більше ніж фауни абісальної. У макробіонтосі батіалі на пологих материкових схилах переважають біоценози детритоїдів (ґрунтоїди, фільтратори у водних угрупованнях), на крутих — зростає роль сестоноїдів (донних). У осадах зберігаються переважно залишки мушель двостулкових молюсків родин Tellinidae і Nuculanidae, а також спікули кременевих губок родини Tetraxonida, аглютинативні і секреційні форамініфери.
Багато тварин батіальної зони прикріплюються до ґрунтів материкового схилу (бентос). Переважають плотоїдні та фільтратори: головоногі, брахіоподи, довгохвості, десятиногі ракоподібні, риби та ін. Колір тварин одноманітний (переважають червоні тони). Велика кількість риб, перехідних до абісальних форм. Рослинний світ дуже бідний через слабку освітленість або повну відсутність світла.